# اگرلا (سانتو تیرسو)
اگرلا (سانتو تیرسو) (به پرتغالی: Agrela (Santo Tirso)) یک سکونتگاه مسکونی در پرتغال است که در سانتو تیرسو واقع شده‌است.

## خصوصیات
اگرلا ۱٬۶۰۴ نفر جمعیت دارد.